# Kvalspelet till U21-Europamästerskapet i fotboll 2021 (grupp 3)
Grupp 3 i kvalspelet till U21-Europamästerskapet i fotboll 2021 består av sex lag: England, Österrike, Turkiet, Kosovo, Albanien och Andorra. Lagindelningen i de nio grupperna i gruppspelet bestämdes genom en lottning på Uefas högkvarter i Nyon, Schweiz den 11 december 2018.
Matcherna i gruppen var från början schemalagda att spelas mellan den 23 mars 2019 och 13 oktober 2020. Enligt det ursprungliga formatet skulle gruppsegrarna samt det bästa andraplacerade laget att kvalificera sig för huvudturneringen, medan övriga åtta grupptvåor skulle mötas i ett playoff.
Den 17 mars 2020 avbröts samtliga matcher på grund av coronaviruspandemin. Den 17 juni 2020 meddelade Uefa att gruppspelet skulle förlängas till den 17 november 2020 och att playoff-matcherna skulle bli inställda. Istället skulle gruppvinnarna samt de fem bästa andraplacerade lagen att kvalificera sig för huvudturneringen.

## Tabell
| Nr | Lag       | S  | V | O | F | GM | IM | MS  | P  |
| -- | --------- | -- | - | - | - | -- | -- | --- | -- |
| 1  | England   | 10 | 9 | 1 | 0 | 34 | 9  | +25 | 28 |
| 2  | Österrike | 10 | 6 | 0 | 4 | 24 | 16 | +8  | 18 |
| 3  | Albanien  | 10 | 4 | 2 | 4 | 16 | 21 | −5  | 14 |
| 4  | Turkiet   | 10 | 4 | 1 | 5 | 15 | 18 | −3  | 13 |
| 5  | Kosovo    | 10 | 3 | 0 | 7 | 9  | 20 | −11 | 9  |
| 6  | Andorra   | 10 | 1 | 2 | 7 | 10 | 24 | −14 | 5  |

## Matcher
Alla tider är skrivna i lokal tid.
|             | 23 mars 2019 | Albanien        | 1 – 2           | Turkiet                           | Elbasan Arena                                           |                                                         |
| 19:00 UTC+1 | 19:00 UTC+1  | Shaqir Tafa 20′ | (1 – 1) Rapport | 11′ İlker Yüksel 78′ Berkay Özcan | Elbasan Publik: 1 900 Domare: Erik Lambrechts (Belgien) | Elbasan Publik: 1 900 Domare: Erik Lambrechts (Belgien) |
| 19:00 UTC+1 | 19:00 UTC+1  |                 |                 |                                   | Elbasan Publik: 1 900 Domare: Erik Lambrechts (Belgien) | Elbasan Publik: 1 900 Domare: Erik Lambrechts (Belgien) |
| 19:00 UTC+1 | 19:00 UTC+1  |                 |                 |                                   | Elbasan Publik: 1 900 Domare: Erik Lambrechts (Belgien) | Elbasan Publik: 1 900 Domare: Erik Lambrechts (Belgien) |

|             | 26 mars 2019 | Andorra              | 2 – 2           | Albanien                    | Estadi Comunal                                                               |                                                                              |
| 18:30 UTC+1 | 18:30 UTC+1  | Jordi Aláez 19′, 55′ | (1 – 0) Rapport | 53′ Omar Imeri 86′ Din Sula | Andorra la Vella Publik: 578 Domare: Kári Jóannesarson Á Høvdanum (Färöarna) | Andorra la Vella Publik: 578 Domare: Kári Jóannesarson Á Høvdanum (Färöarna) |
| 18:30 UTC+1 | 18:30 UTC+1  |                      |                 |                             | Andorra la Vella Publik: 578 Domare: Kári Jóannesarson Á Høvdanum (Färöarna) | Andorra la Vella Publik: 578 Domare: Kári Jóannesarson Á Høvdanum (Färöarna) |
| 18:30 UTC+1 | 18:30 UTC+1  |                      |                 |                             | Andorra la Vella Publik: 578 Domare: Kári Jóannesarson Á Høvdanum (Färöarna) | Andorra la Vella Publik: 578 Domare: Kári Jóannesarson Á Høvdanum (Färöarna) |

|             | 6 juni 2019 | Andorra | 0 – 4           | Kosovo                                                                 | Estadi Comunal                                                 |                                                                |
| 18:30 UTC+2 | 18:30 UTC+2 |         | (0 – 4) Rapport | 4′ (str.) Ardit Gashi 30′ Mirlind Daku 32′ Lirim Mema 45′ Eris Abedini | Andorra la Vella Publik: 207 Domare: Daniyar Sakhi (Kazakstan) | Andorra la Vella Publik: 207 Domare: Daniyar Sakhi (Kazakstan) |
| 18:30 UTC+2 | 18:30 UTC+2 |         |                 |                                                                        | Andorra la Vella Publik: 207 Domare: Daniyar Sakhi (Kazakstan) | Andorra la Vella Publik: 207 Domare: Daniyar Sakhi (Kazakstan) |
| 18:30 UTC+2 | 18:30 UTC+2 |         |                 |                                                                        | Andorra la Vella Publik: 207 Domare: Daniyar Sakhi (Kazakstan) | Andorra la Vella Publik: 207 Domare: Daniyar Sakhi (Kazakstan) |

|             | 7 juni 2019 | Turkiet                              | 2 – 2           | Albanien                                   | Necmi Kadıoğlu Stadium                                   |                                                          |
| 20:30 UTC+3 | 20:30 UTC+3 | Mert Müldür 54′ Halil Dervişoğlu 85′ | (0 – 0) Rapport | 49′ Leonardo Maloku 90+5′ Emiliano Bullari | Istanbul Publik: 2 100 Domare: Alain Durieux (Luxemburg) | Istanbul Publik: 2 100 Domare: Alain Durieux (Luxemburg) |
| 20:30 UTC+3 | 20:30 UTC+3 |                                      |                 |                                            | Istanbul Publik: 2 100 Domare: Alain Durieux (Luxemburg) | Istanbul Publik: 2 100 Domare: Alain Durieux (Luxemburg) |
| 20:30 UTC+3 | 20:30 UTC+3 |                                      |                 |                                            | Istanbul Publik: 2 100 Domare: Alain Durieux (Luxemburg) | Istanbul Publik: 2 100 Domare: Alain Durieux (Luxemburg) |

|             | 11 juni 2019 | Kosovo                                                     | 3 – 1           | Turkiet              | Fadil Vokrri Stadium                                           |                                                                |
| 20:00 UTC+2 | 20:00 UTC+2  | Arbenit Xhemajli 45+2′ Mirlind Daku 72′ Lirim Kastrati 90′ | (1 – 0) Rapport | 46′ Halil Dervişoğlu | Pristina Publik: 2 875 Domare: Ivar Orri Kristjansson (Island) | Pristina Publik: 2 875 Domare: Ivar Orri Kristjansson (Island) |
| 20:00 UTC+2 | 20:00 UTC+2  |                                                            |                 |                      | Pristina Publik: 2 875 Domare: Ivar Orri Kristjansson (Island) | Pristina Publik: 2 875 Domare: Ivar Orri Kristjansson (Island) |
| 20:00 UTC+2 | 20:00 UTC+2  |                                                            |                 |                      | Pristina Publik: 2 875 Domare: Ivar Orri Kristjansson (Island) | Pristina Publik: 2 875 Domare: Ivar Orri Kristjansson (Island) |

|             | 5 september 2019 | Andorra          | 1 – 3           | Österrike                                       | Estadi Comunal                                                  |                                                                 |
| 18:00 UTC+2 | 18:00 UTC+2      | Albert Rosas 36′ | (1 – 2) Rapport | 22′, 26′ Nicolas Meister 76′ (str.) Kevin Danso | Andorra la Vella Publik: 278 Domare: Alexandru Tean (Moldavien) | Andorra la Vella Publik: 278 Domare: Alexandru Tean (Moldavien) |
| 18:00 UTC+2 | 18:00 UTC+2      |                  |                 |                                                 | Andorra la Vella Publik: 278 Domare: Alexandru Tean (Moldavien) | Andorra la Vella Publik: 278 Domare: Alexandru Tean (Moldavien) |
| 18:00 UTC+2 | 18:00 UTC+2      |                  |                 |                                                 | Andorra la Vella Publik: 278 Domare: Alexandru Tean (Moldavien) | Andorra la Vella Publik: 278 Domare: Alexandru Tean (Moldavien) |

|             | 6 september 2019 | Turkiet                           | 2 – 3           | England                                | Kocaeli Stadium                                      |                                                      |
| 20:45 UTC+3 | 20:45 UTC+3      | Doğukan Sinik 25′ Mert Müldür 51′ | (1 – 1) Rapport | 4′, 74′ Eddie Nketiah 75′ Reiss Nelson | İzmit Publik: 14 955 Domare: Luis Godinho (Portugal) | İzmit Publik: 14 955 Domare: Luis Godinho (Portugal) |
| 20:45 UTC+3 | 20:45 UTC+3      |                                   |                 |                                        | İzmit Publik: 14 955 Domare: Luis Godinho (Portugal) | İzmit Publik: 14 955 Domare: Luis Godinho (Portugal) |
| 20:45 UTC+3 | 20:45 UTC+3      |                                   |                 |                                        | İzmit Publik: 14 955 Domare: Luis Godinho (Portugal) | İzmit Publik: 14 955 Domare: Luis Godinho (Portugal) |

|             | 9 september 2019 | Albanien | 0 – 4           | Österrike                                                     | Niko Dovana Stadium                                   |                                                       |
| 16:00 UTC+2 | 16:00 UTC+2      |          | (0 – 2) Rapport | 6′ Marko Raguž 9′, 73′ Sandi Lovrić 72′ Christoph Baumgartner | Durrës Publik: 1 200 Domare: Petri Viljanen (Finland) | Durrës Publik: 1 200 Domare: Petri Viljanen (Finland) |
| 16:00 UTC+2 | 16:00 UTC+2      |          |                 |                                                               | Durrës Publik: 1 200 Domare: Petri Viljanen (Finland) | Durrës Publik: 1 200 Domare: Petri Viljanen (Finland) |
| 16:00 UTC+2 | 16:00 UTC+2      |          |                 |                                                               | Durrës Publik: 1 200 Domare: Petri Viljanen (Finland) | Durrës Publik: 1 200 Domare: Petri Viljanen (Finland) |

|             | 9 september 2019 | England               | 2 – 0           | Kosovo | KCOM Stadium                                                            |                                                                         |
| 19:45 UTC+1 | 19:45 UTC+1      | Phil Foden 25′, 90+3′ | (1 – 0) Rapport |        | Kingston upon Hull Publik: 15 258 Domare: Kristoffer Karlsson (Sverige) | Kingston upon Hull Publik: 15 258 Domare: Kristoffer Karlsson (Sverige) |
| 19:45 UTC+1 | 19:45 UTC+1      |                       |                 |        | Kingston upon Hull Publik: 15 258 Domare: Kristoffer Karlsson (Sverige) | Kingston upon Hull Publik: 15 258 Domare: Kristoffer Karlsson (Sverige) |
| 19:45 UTC+1 | 19:45 UTC+1      |                       |                 |        | Kingston upon Hull Publik: 15 258 Domare: Kristoffer Karlsson (Sverige) | Kingston upon Hull Publik: 15 258 Domare: Kristoffer Karlsson (Sverige) |

|             | 11 oktober 2019 | Österrike                                            | 3 – 0           | Turkiet | Sonnenseestadion                                         |                                                          |
| 20:30 UTC+2 | 20:30 UTC+2     | Nicolas Meister 10′ Marko Raguž 32′ Sandi Lovrić 65′ | (2 – 0) Rapport |         | Ritzing Publik: 1 076 Domare: Kirill Levnikov (Ryssland) | Ritzing Publik: 1 076 Domare: Kirill Levnikov (Ryssland) |
| 20:30 UTC+2 | 20:30 UTC+2     |                                                      |                 |         | Ritzing Publik: 1 076 Domare: Kirill Levnikov (Ryssland) | Ritzing Publik: 1 076 Domare: Kirill Levnikov (Ryssland) |
| 20:30 UTC+2 | 20:30 UTC+2     |                                                      |                 |         | Ritzing Publik: 1 076 Domare: Kirill Levnikov (Ryssland) | Ritzing Publik: 1 076 Domare: Kirill Levnikov (Ryssland) |

|             | 15 oktober 2019 | Albanien                           | 2 – 1           | Kosovo            | Elbasan Arena                                                   |                                                                 |
| 19:00 UTC+2 | 19:00 UTC+2     | Shaqir Tafa 76′ Arbnor Mucolli 81′ | (0 – 0) Rapport | 90′ Blendi Baftiu | Elbasan Publik: 845 Domare: José Luis Munuera Montero (Spanien) | Elbasan Publik: 845 Domare: José Luis Munuera Montero (Spanien) |
| 19:00 UTC+2 | 19:00 UTC+2     |                                    |                 |                   | Elbasan Publik: 845 Domare: José Luis Munuera Montero (Spanien) | Elbasan Publik: 845 Domare: José Luis Munuera Montero (Spanien) |
| 19:00 UTC+2 | 19:00 UTC+2     |                                    |                 |                   | Elbasan Publik: 845 Domare: José Luis Munuera Montero (Spanien) | Elbasan Publik: 845 Domare: José Luis Munuera Montero (Spanien) |

|             | 15 oktober 2019 | England                                                   | 5 – 1           | Österrike                 | Stadium MK                                                    |                                                               |
| 19:45 UTC+1 | 19:45 UTC+1     | Callum Hudson-Odoi 12′, 45+1′ Eddie Nketiah 28′, 39′, 79′ | (4 – 0) Rapport | 66′ Christoph Baumgartner | Milton Keynes Publik: 11 772 Domare: Michael Fabbri (Italien) | Milton Keynes Publik: 11 772 Domare: Michael Fabbri (Italien) |
| 19:45 UTC+1 | 19:45 UTC+1     |                                                           |                 |                           | Milton Keynes Publik: 11 772 Domare: Michael Fabbri (Italien) | Milton Keynes Publik: 11 772 Domare: Michael Fabbri (Italien) |
| 19:45 UTC+1 | 19:45 UTC+1     |                                                           |                 |                           | Milton Keynes Publik: 11 772 Domare: Michael Fabbri (Italien) | Milton Keynes Publik: 11 772 Domare: Michael Fabbri (Italien) |

|             | 15 november 2019 | Österrike                                                     | 4 – 0           | Kosovo | Keine Sorgen Arena                               |                                                  |
| 18:00 UTC+1 | 18:00 UTC+1      | Marko Raguž 14′ Marco Friedl 20′, 69′ Sandi Lovrić 74′ (str.) | (2 – 0) Rapport |        | Ried im Innkreis Domare: Alan Mario Sant (Malta) | Ried im Innkreis Domare: Alan Mario Sant (Malta) |
| 18:00 UTC+1 | 18:00 UTC+1      |                                                               |                 |        | Ried im Innkreis Domare: Alan Mario Sant (Malta) | Ried im Innkreis Domare: Alan Mario Sant (Malta) |
| 18:00 UTC+1 | 18:00 UTC+1      |                                                               |                 |        | Ried im Innkreis Domare: Alan Mario Sant (Malta) | Ried im Innkreis Domare: Alan Mario Sant (Malta) |

|             | 15 november 2019 | Albanien | 0 – 3           | England                                               | Loro Boriçi Stadium                                    |                                                        |
| 19:00 UTC+1 | 19:00 UTC+1      |          | (0 – 2) Rapport | 22′ Phil Foden 43′ Conor Gallagher 90+3′ Reiss Nelson | Shkodra Publik: 1 050 Domare: Lionel Tschudi (Schweiz) | Shkodra Publik: 1 050 Domare: Lionel Tschudi (Schweiz) |
| 19:00 UTC+1 | 19:00 UTC+1      |          |                 |                                                       | Shkodra Publik: 1 050 Domare: Lionel Tschudi (Schweiz) | Shkodra Publik: 1 050 Domare: Lionel Tschudi (Schweiz) |
| 19:00 UTC+1 | 19:00 UTC+1      |          |                 |                                                       | Shkodra Publik: 1 050 Domare: Lionel Tschudi (Schweiz) | Shkodra Publik: 1 050 Domare: Lionel Tschudi (Schweiz) |

|             | 19 november 2019 | Andorra                        | 2 – 0           | Turkiet | Estadi Nacional                                                    |                                                                    |
| 18:00 UTC+1 | 18:00 UTC+1      | Cucu 7′ Jordi Aláez 86′ (str.) | (1 – 0) Rapport |         | Andorra la Vella Domare: Dragan Petrovic (Bosnien och Hercegovina) | Andorra la Vella Domare: Dragan Petrovic (Bosnien och Hercegovina) |
| 18:00 UTC+1 | 18:00 UTC+1      |                                |                 |         | Andorra la Vella Domare: Dragan Petrovic (Bosnien och Hercegovina) | Andorra la Vella Domare: Dragan Petrovic (Bosnien och Hercegovina) |
| 18:00 UTC+1 | 18:00 UTC+1      |                                |                 |         | Andorra la Vella Domare: Dragan Petrovic (Bosnien och Hercegovina) | Andorra la Vella Domare: Dragan Petrovic (Bosnien och Hercegovina) |

|             | 4 september 2020 | Österrike              | 1 – 5           | Albanien                                                                  | Keine Sorgen Arena                                     |                                                        |
| 18:30 UTC+2 | 18:30 UTC+2      | Hannes Wolf 84′ (str.) | (0 – 2) Rapport | 17′ Sherif Kallaku 27′ Indrit Tuci 65′, 88′ Ernest Muçi 90′ Adolf Selmani | Ried im Innkreis Publik: 0 Domare: Rob Jenkins (Wales) | Ried im Innkreis Publik: 0 Domare: Rob Jenkins (Wales) |
| 18:30 UTC+2 | 18:30 UTC+2      |                        |                 |                                                                           | Ried im Innkreis Publik: 0 Domare: Rob Jenkins (Wales) | Ried im Innkreis Publik: 0 Domare: Rob Jenkins (Wales) |
| 18:30 UTC+2 | 18:30 UTC+2      |                        |                 |                                                                           | Ried im Innkreis Publik: 0 Domare: Rob Jenkins (Wales) | Ried im Innkreis Publik: 0 Domare: Rob Jenkins (Wales) |

|             | 4 september 2020 | Kosovo | 0 – 6           | England                                                                                    | Fadil Vokrri Stadium                                   |                                                        |
| 19:00 UTC+2 | 19:00 UTC+2      |        | (0 – 0) Rapport | 52′, 56′, 62′ (str.) Eddie Nketiah 67′ Reiss Nelson 83′ Ryan Sessegnon 86′ Jude Bellingham | Pristina Publik: 0 Domare: Mohammed Al-Hakim (Sverige) | Pristina Publik: 0 Domare: Mohammed Al-Hakim (Sverige) |
| 19:00 UTC+2 | 19:00 UTC+2      |        |                 |                                                                                            | Pristina Publik: 0 Domare: Mohammed Al-Hakim (Sverige) | Pristina Publik: 0 Domare: Mohammed Al-Hakim (Sverige) |
| 19:00 UTC+2 | 19:00 UTC+2      |        |                 |                                                                                            | Pristina Publik: 0 Domare: Mohammed Al-Hakim (Sverige) | Pristina Publik: 0 Domare: Mohammed Al-Hakim (Sverige) |

|             | 4 september 2020 | Turkiet          | 1 – 0           | Andorra | Necmi Kadıoğlu Stadium                                 |                                                        |
| 20:30 UTC+3 | 20:30 UTC+3      | Güven Yalçın 50′ | (0 – 0) Rapport |         | Istanbul Publik: 0 Domare: Matthew De Gabriele (Malta) | Istanbul Publik: 0 Domare: Matthew De Gabriele (Malta) |
| 20:30 UTC+3 | 20:30 UTC+3      |                  |                 |         | Istanbul Publik: 0 Domare: Matthew De Gabriele (Malta) | Istanbul Publik: 0 Domare: Matthew De Gabriele (Malta) |
| 20:30 UTC+3 | 20:30 UTC+3      |                  |                 |         | Istanbul Publik: 0 Domare: Matthew De Gabriele (Malta) | Istanbul Publik: 0 Domare: Matthew De Gabriele (Malta) |

|             | 8 september 2020 | Albanien                                                    | 3 – 1           | Andorra               | Elbasan Arena                                        |                                                      |
| 19:00 UTC+2 | 19:00 UTC+2      | Adolf Selmani 63′ Giacomo Vrioni 86′ Emiliano Bullari 90+5′ | (0 – 1) Rapport | 3′ (str.) Jordi Aláez | Elbasan Publik: 0 Domare: Jasmin Sabotic (Luxemburg) | Elbasan Publik: 0 Domare: Jasmin Sabotic (Luxemburg) |
| 19:00 UTC+2 | 19:00 UTC+2      |                                                             |                 |                       | Elbasan Publik: 0 Domare: Jasmin Sabotic (Luxemburg) | Elbasan Publik: 0 Domare: Jasmin Sabotic (Luxemburg) |
| 19:00 UTC+2 | 19:00 UTC+2      |                                                             |                 |                       | Elbasan Publik: 0 Domare: Jasmin Sabotic (Luxemburg) | Elbasan Publik: 0 Domare: Jasmin Sabotic (Luxemburg) |

|             | 8 september 2020 | Österrike           | 1 – 2           | England                           | Keine Sorgen Arena                                       |                                                          |
| 20:30 UTC+2 | 20:30 UTC+2      | Patrick Schmidt 61′ | (0 – 1) Rapport | 28′ Eddie Nketiah 50′ Ben Godfrey | Ried im Innkreis Publik: 0 Domare: Fran Jović (Kroatien) | Ried im Innkreis Publik: 0 Domare: Fran Jović (Kroatien) |
| 20:30 UTC+2 | 20:30 UTC+2      |                     |                 |                                   | Ried im Innkreis Publik: 0 Domare: Fran Jović (Kroatien) | Ried im Innkreis Publik: 0 Domare: Fran Jović (Kroatien) |
| 20:30 UTC+2 | 20:30 UTC+2      |                     |                 |                                   | Ried im Innkreis Publik: 0 Domare: Fran Jović (Kroatien) | Ried im Innkreis Publik: 0 Domare: Fran Jović (Kroatien) |

|             | 7 oktober 2020 | Andorra                              | 3 – 3           | England                                             | Estadi Nacional                                |                                                |
| 15:00 UTC+2 | 15:00 UTC+2    | Cucu 28′, 76′ Christian García 90+1′ | (1 – 1) Rapport | 45+1′ Tom Davies 69′ Josh Dasilva 82′ Eddie Nketiah | Andorra la Vella Domare: David Fuxman (Israel) | Andorra la Vella Domare: David Fuxman (Israel) |
| 15:00 UTC+2 | 15:00 UTC+2    |                                      |                 |                                                     | Andorra la Vella Domare: David Fuxman (Israel) | Andorra la Vella Domare: David Fuxman (Israel) |
| 15:00 UTC+2 | 15:00 UTC+2    |                                      |                 |                                                     | Andorra la Vella Domare: David Fuxman (Israel) | Andorra la Vella Domare: David Fuxman (Israel) |

|             | 9 oktober 2020 | Kosovo | 0 – 1           | Österrike       | Fadil Vokrri Stadium                         |                                              |
| 19:00 UTC+2 | 19:00 UTC+2    |        | (0 – 0) Rapport | 86′ Marco Grüll | Pristina Domare: Laurent Kopriwa (Luxemburg) | Pristina Domare: Laurent Kopriwa (Luxemburg) |
| 19:00 UTC+2 | 19:00 UTC+2    |        |                 |                 | Pristina Domare: Laurent Kopriwa (Luxemburg) | Pristina Domare: Laurent Kopriwa (Luxemburg) |
| 19:00 UTC+2 | 19:00 UTC+2    |        |                 |                 | Pristina Domare: Laurent Kopriwa (Luxemburg) | Pristina Domare: Laurent Kopriwa (Luxemburg) |

|             | 13 oktober 2020 | Kosovo           | 1 – 0           | Andorra | Fadil Vokrri Stadium                                |                                                     |
| 19:00 UTC+2 | 19:00 UTC+2     | Mirlind Daku 62′ | (0 – 0) Rapport |         | Pristina Domare: Jamie Robert Robinson (Nordirland) | Pristina Domare: Jamie Robert Robinson (Nordirland) |
| 19:00 UTC+2 | 19:00 UTC+2     |                  |                 |         | Pristina Domare: Jamie Robert Robinson (Nordirland) | Pristina Domare: Jamie Robert Robinson (Nordirland) |
| 19:00 UTC+2 | 19:00 UTC+2     |                  |                 |         | Pristina Domare: Jamie Robert Robinson (Nordirland) | Pristina Domare: Jamie Robert Robinson (Nordirland) |

|             | 13 oktober 2020 | England                                      | 2 – 1           | Turkiet                | Molineux Stadium                                |                                                 |
| 19:30 UTC+1 | 19:30 UTC+1     | Hüseyin Türkmen 17′ (sjm.) Eddie Nketiah 88′ | (1 – 0) Rapport | 90+2′ Halil Dervişoğlu | Wolverhampton Domare: Willy Delajod (Frankrike) | Wolverhampton Domare: Willy Delajod (Frankrike) |
| 19:30 UTC+1 | 19:30 UTC+1     |                                              |                 |                        | Wolverhampton Domare: Willy Delajod (Frankrike) | Wolverhampton Domare: Willy Delajod (Frankrike) |
| 19:30 UTC+1 | 19:30 UTC+1     |                                              |                 |                        | Wolverhampton Domare: Willy Delajod (Frankrike) | Wolverhampton Domare: Willy Delajod (Frankrike) |

|             | 13 november 2020 | Turkiet                          | 3 – 2           | Österrike                        | Samsun 19 Mayis Stadyumu               |                                        |
| 18:00 UTC+3 | 18:00 UTC+3      | Halil Dervişoğlu 64′, 81′, 90+2′ | (0 – 1) Rapport | 36′ Kelvin Arase 90′ Hannes Wolf | Samsun Domare: Novak Simović (Serbien) | Samsun Domare: Novak Simović (Serbien) |
| 18:00 UTC+3 | 18:00 UTC+3      |                                  |                 |                                  | Samsun Domare: Novak Simović (Serbien) | Samsun Domare: Novak Simović (Serbien) |
| 18:00 UTC+3 | 18:00 UTC+3      |                                  |                 |                                  | Samsun Domare: Novak Simović (Serbien) | Samsun Domare: Novak Simović (Serbien) |

|             | 13 november 2020 | Kosovo | 0 – 1           | Albanien       | Fadil Vokrri Stadium                        |                                             |
| 19:00 UTC+1 | 19:00 UTC+1      |        | (0 – 1) Rapport | 35′ Enis Çokaj | Pristina Domare: Nathan Verboomen (Belgien) | Pristina Domare: Nathan Verboomen (Belgien) |
| 19:00 UTC+1 | 19:00 UTC+1      |        |                 |                | Pristina Domare: Nathan Verboomen (Belgien) | Pristina Domare: Nathan Verboomen (Belgien) |
| 19:00 UTC+1 | 19:00 UTC+1      |        |                 |                | Pristina Domare: Nathan Verboomen (Belgien) | Pristina Domare: Nathan Verboomen (Belgien) |

|             | 13 november 2020 | England                                                       | 3 – 1           | Andorra                     | Molineux Stadium                               |                                                |
| 19:30 UTC±0 | 19:30 UTC±0      | Curtis Jones 27′ Ben Wilmot 49′ Callum Hudson-Odoi 65′ (str.) | (1 – 1) Rapport | 45′ (str.) Christian García | Wolverhampton Domare: Sigurd Kringstad (Norge) | Wolverhampton Domare: Sigurd Kringstad (Norge) |
| 19:30 UTC±0 | 19:30 UTC±0      |                                                               |                 |                             | Wolverhampton Domare: Sigurd Kringstad (Norge) | Wolverhampton Domare: Sigurd Kringstad (Norge) |
| 19:30 UTC±0 | 19:30 UTC±0      |                                                               |                 |                             | Wolverhampton Domare: Sigurd Kringstad (Norge) | Wolverhampton Domare: Sigurd Kringstad (Norge) |

|             | 17 november 2020 | Turkiet                                                        | 3 – 0           | Kosovo | Samsun 19 Mayis Stadyumu                               |                                                        |
| 17:00 UTC+3 | 17:00 UTC+3      | Halil Dervişoğlu 21′ Güven Yalçın 32′ (str.) Berat Özdemir 64′ | (2 – 0) Rapport |        | Samsun Publik: 106 Domare: Aleksei Matyunin (Ryssland) | Samsun Publik: 106 Domare: Aleksei Matyunin (Ryssland) |
| 17:00 UTC+3 | 17:00 UTC+3      |                                                                |                 |        | Samsun Publik: 106 Domare: Aleksei Matyunin (Ryssland) | Samsun Publik: 106 Domare: Aleksei Matyunin (Ryssland) |
| 17:00 UTC+3 | 17:00 UTC+3      |                                                                |                 |        | Samsun Publik: 106 Domare: Aleksei Matyunin (Ryssland) | Samsun Publik: 106 Domare: Aleksei Matyunin (Ryssland) |

|             | 17 november 2020 | Österrike                                                                | 4 – 0           | Andorra | Keine Sorgen Arena                                                 |                                                                    |
| 20:25 UTC+1 | 20:25 UTC+1      | Hannes Wolf 4′ (str.), 31′ Marco Grüll 11′ Maximilian Wöber 90+5′ (str.) | (3 – 0) Rapport |         | Ried im Innkreis Publik: 0 Domare: Manfredas Lukjancukas (Litauen) | Ried im Innkreis Publik: 0 Domare: Manfredas Lukjancukas (Litauen) |
| 20:25 UTC+1 | 20:25 UTC+1      |                                                                          |                 |         | Ried im Innkreis Publik: 0 Domare: Manfredas Lukjancukas (Litauen) | Ried im Innkreis Publik: 0 Domare: Manfredas Lukjancukas (Litauen) |
| 20:25 UTC+1 | 20:25 UTC+1      |                                                                          |                 |         | Ried im Innkreis Publik: 0 Domare: Manfredas Lukjancukas (Litauen) | Ried im Innkreis Publik: 0 Domare: Manfredas Lukjancukas (Litauen) |

|       | 17 november 2020 | England                                                                         | 5 – 0           | Albanien | Molineux Stadium                                      |                                                       |
| UTC±0 | UTC±0            | Callum Hudson-Odoi 5′ James Justin 26′ Jamal Musiala 36′ Eddie Nketiah 52′, 86′ | (3 – 0) Rapport |          | Wolverhampton Publik: 0 Domare: Alain Bieri (Schweiz) | Wolverhampton Publik: 0 Domare: Alain Bieri (Schweiz) |
| UTC±0 | UTC±0            |                                                                                 |                 |          | Wolverhampton Publik: 0 Domare: Alain Bieri (Schweiz) | Wolverhampton Publik: 0 Domare: Alain Bieri (Schweiz) |
| UTC±0 | UTC±0            |                                                                                 |                 |          | Wolverhampton Publik: 0 Domare: Alain Bieri (Schweiz) | Wolverhampton Publik: 0 Domare: Alain Bieri (Schweiz) |

## Målskyttar
Det gjordes 108 mål på 30 matcher, vilket gav ett snitt på 3,6 mål per match.
13 mål
- Eddie Nketiah

7 mål
- Halil Dervişoğlu

4 mål
- Jordi Aláez
- Hannes Wolf
- Sandi Lovrić
- Callum Hudson-Odoi

3 mål
- Cucu
- Nicolas Meister
- Marko Raguž
- Phil Foden
- Reiss Nelson
- Mirlind Daku

2 mål
- Emiliano Bullari
- Ernest Muçi
- Adolf Selmani
- Shaqir Tafa
- Christian García
- Christoph Baumgartner
- Marco Friedl
- Marco Grüll
- Mert Müldür
- Güven Yalçın

1 mål
- Enis Çokaj
- Omar Imeri
- Sherif Kallaku
- Leonardo Maloku
- Arbnor Mucolli
- Din Sula
- Indrit Tuci
- Giacomo Vrioni
- Albert Rosas
- Kelvin Arase
- Kevin Danso
- Patrick Schmidt
- Maximilian Wöber
- Jude Bellingham
- Josh Dasilva
- Tom Davies
- Conor Gallagher
- Ben Godfrey
- Curtis Jones
- James Justin
- Jamal Musiala
- Ryan Sessegnon
- Ben Wilmot
- Eris Abedini
- Blendi Baftiu
- Ardit Gashi
- Lirim Kastrati
- Lirim Mema
- Arbenit Xhemajli
- Berkay Özcan
- Doğukan Sinik
- İlker Yüksel
- Berat Özdemir

1 självmål
- Hüseyin Türkmen (mot England)